# Distrito de Aksy
El distrito de Aksy (en kirguís: Аксы району) es uno de los rayones (distrito) de la provincia de Jalal-Abad en Kirguistán. Tiene como capital la ciudad de Kerben.
- Datos: Q401943